# Pareggio e ferratura
Il pareggio e la ferratura sono le due pratiche di gestione tradizionale dello zoccolo del cavallo, svolte dal maniscalco ad intervalli regolari per riprodurre artificialmente, nel cavallo domestico, il naturale consumo e indurimento delle strutture dello zoccolo, che nel cavallo selvaggio o nel cavallo in libertà è assicurato dal contatto diretto e continuo fra zoccolo e suolo senza che si verifichi una eccessiva usura o eccessiva crescita.

## Il pareggio dello zoccolo

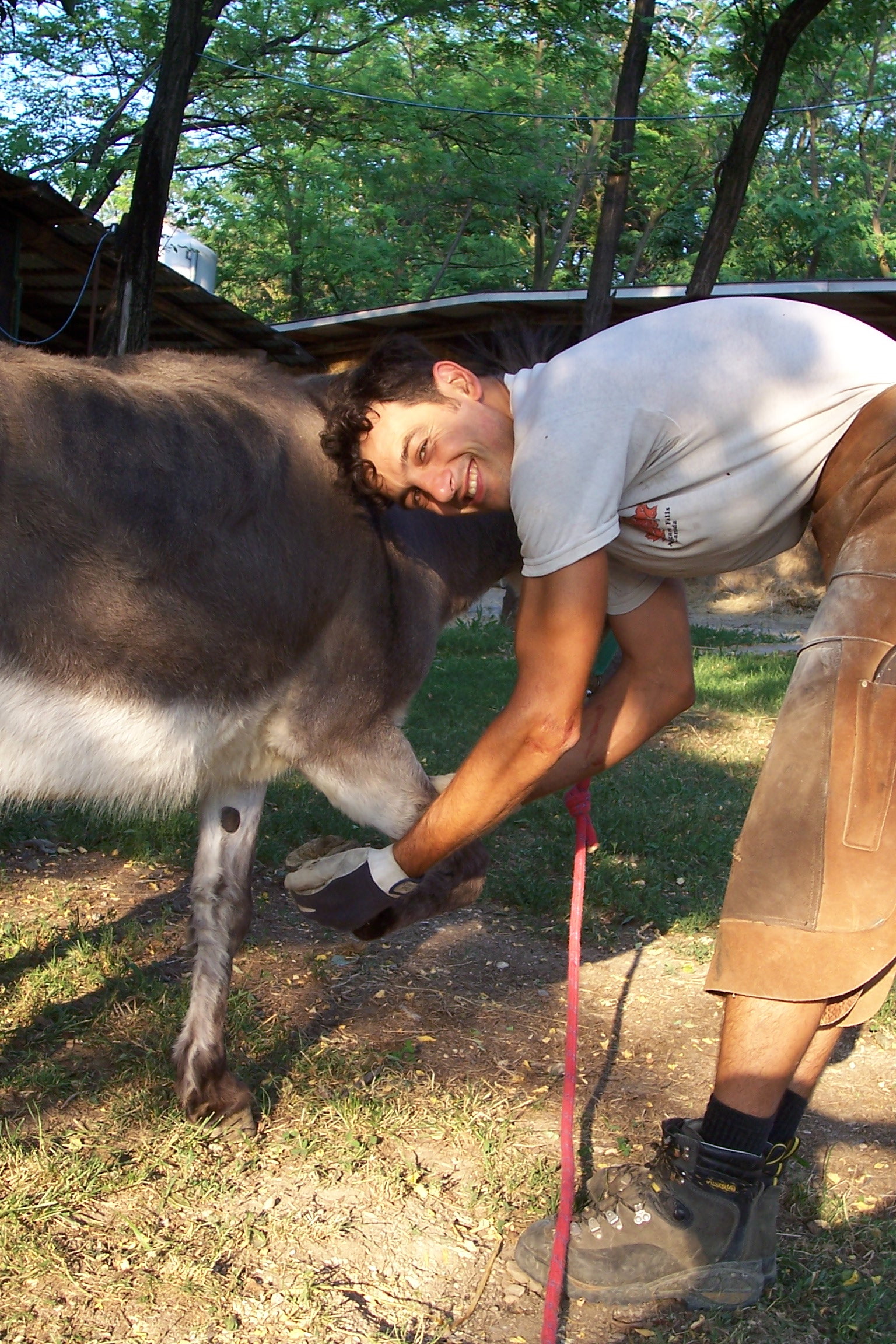
Anche gli asini devono essere pareggiati. Farsi dare uno zoccolo da un asino, senza costrizioni né violenza, richiede notevoli doti di comunicazione naturale

Quando la presenza del ferro impedisce del tutto l'usura della muraglia ed il fisiologico contatto delle aree dello zoccolo con il suolo, oppure, nel cavallo sferrato, quando l'insufficiente movimento su terreno adeguatamente abrasivo non permette una regolare usura della muraglia, è necessario, ad intervalli regolari, procedere al pareggio, che consiste nell'eliminazione di tutte le parti dello zoccolo cresciute al di là dei normali limiti fisiologici.
Gli attrezzi indispensabili per il pareggio sono il coltello da zoccoli e la raspa. Nel caso di muraglia notevolmente lunga, è utile anche una tenaglia da maniscalco. Tutti questi strumenti hanno caratteristiche particolari che li rendono specializzati.
Con il coltello, il maniscalco elimina l'eventuale eccesso di suola "morta"; elimina le parti irregolari o mal conservate del fettone; accorcia, fino ad un'altezza poco sopra il piano della suola, le barre. Con la raspa, eventualmente preceduta dalla tenaglia, il maniscalco accorcia adeguatamente la muraglia in tutto il suo perimetro, dalla punta ai talloni. Il pareggio, ed in particolare la cura nel determinare la migliore altezza della muraglia e dei talloni,  sono critici per il bilanciamento anteroposteriore e laterale dello zoccolo, perché costituiscono le basi di un appiombo fisiologicamente corretto e di un movimento sicuro ed efficiente alle varie andature. Inoltre, il pareggio ben eseguito pone le basi per un corretto contatto attivo e passivo fra zoccolo e suolo, conferendo al meccanismo dello zoccolo la migliore efficienza possibile.
Quando il pareggio è la fase preliminare alla ferratura, è necessario che il piano costituito dal margine inferiore della muraglia sia perfettamente piano; si deve perciò rinunciare al fisiologico arco anteroposteriore dello zoccolo (vedi qui per l'anatomia dello zoccolo). Infine, se il ferro da applicare è fornito di "barbette", ossia di alcune linguette metalliche sporgenti verso l'alto che si appoggiano alla superficie esterna della muraglia e aumentano la solidità della ferratura, il maniscalco incide sulla muraglia dei solchi superficiali, corrispondenti per numero, sede e profondità alle barbette del ferro da applicare.

## La ferratura

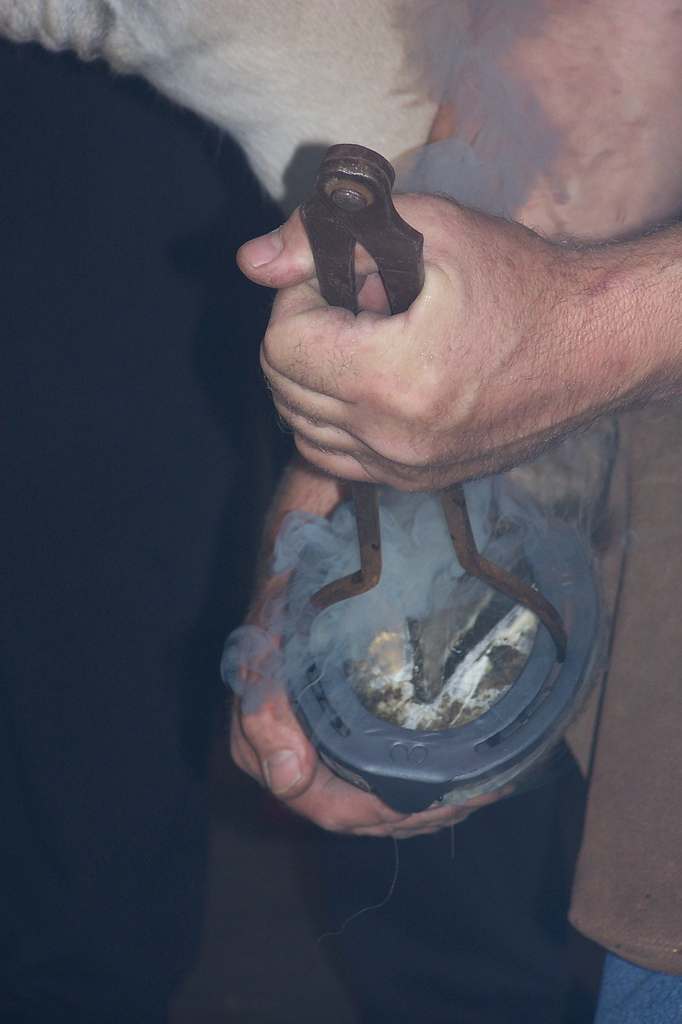
Ferratura a caldo

Terminato il pareggio, il maniscalco sceglie il ferro di dimensioni e di forma più adatta allo zoccolo, lavorandolo con la mazza e l'incudine, se necessario, a caldo o a freddo, fino ad ottenere la migliore corrispondenza possibile. Per verificare la presenza di un contatto perfetto fra la superficie inferiore della muraglia e la superficie superiore del ferro, il maniscalco può procedere alla cosiddetta "ferratura a caldo"; applica, cioè, il ferro arroventato allo zoccolo stesso, verificando che l'azione del calore lasci una traccia omogenea e continua in tutto il perimetro del ferro.
Ottenuta la maggiore corrispondenza possibile fra zoccolo e ferro, il maniscalco procede all'inchiodatura, utilizzando particolari chiodi di ferro dolce infissi obliquamente nei vari strati della muraglia ed affioranti a 15–20 mm dal margine inferiore dello zoccolo. Dopo un adeguato accorciamento della parte sporgente, la punta dei chiodi viene ribattuta verso il basso.
In caso di necessità, il tipo di ferro o le modalità della ferratura possono variare; una variante abbastanza frequente è l'applicazione di una soletta, ossia di un pezzo di cuoio robusto interposto fra ferro e muraglia ed esteso all'intera superficie della suola.

## Inconvenienti della ferratura
La consapevolezza del fatto che la ferratura comporta inconvenienti è ampiamente diffusa.
Ecco un elenco parziale degli inconvenienti che la ferratura comporta:
- limitazione del meccanismo dello zoccolo
  - L'abolizione dell'arco plantare anteroposteriore e la presenza dei chiodi e delle barbette concorrono a limitare l'elaterio. Ne consegue una marcata riduzione dell'efficienza del meccanismo dello zoccolo, con conseguenze particolarmente rilevanti sulla circolazione sanguigna locale ma non trascurabili anche sulla circolazione sanguigna generale (ridotto ritorno venoso).
  - La parte posteriore del piede (glomi-talloni-fettone), mantenuta costantemente in posizione "contratta", tende ad atrofizzarsi (i glomi e i talloni si avvicinano fra loro, il solco mediano diventa più profondo, il fettone si restringe).
- limitazione o abolizione del contatto passivo della suola e del fettone con il suolo.
  - La suola, priva del contatto con il suolo, non si trasforma in callo, oppure si accumulano notevoli quantità di suola "morta", friabile, che non offre alcuna protezione alle strutture sottostanti, con aumento della probabilità di sobbattiture durante il movimento su terreni sassosi e sede di possibile invasione da germi opportunisti (vedi fettone).
  - Il fettone, privo di contatto con il suolo, è più facile preda di attacchi batterici e fungini (il cosiddetto "marciume", in inglese thrush).
- limitazione dell'assorbimento degli urti meccanici
  - La funzione di dissipazione degli urti meccanici svolto dalle strutture posteriori del piede (talloni, fettone, sottostanti cartilagini laterali) è resa inefficace. Il colpo viene trasmesso direttamente dal ferro alla muraglia, e si ripercuote, senza adeguato smorzamento delle vibrazioni, al soprastante apparato osteoarticolare esponendolo a usura accelerata. Il cavallo ferrato dovrebbe essere usato il meno possibile su terreni molto duri, per evitare i danni conseguenti.
- diminuzione della presa su superfici dure e lisce
  - La scarsa presa del ferro su superfici quali lastroni e pavimentazioni in pietra, asfalto, cemento implica la concreta possibilità che il cavallo scivoli, sia durante il movimento all'esterno che negli spostamenti all'interno della scuderia o nelle piattaforme destinate al grooming. Il rischio di incidenti con gravi conseguenze sia per il cavallo che per il cavaliere è reale e concreto, anche se può essere limitato da opportuni accorgimenti (applicazione di punte o di particelle di vidia, in inglese borium).

## Motivazioni della ferratura
La larga maggioranza dei cavalli da sella e da tiro viene ferrata al momento dell'inizio dell'attività, sulla base di un punto di vista comune basato su argomentazioni ampiamente condivise; è proprio in base a tali argomentazioni che la ferratura viene definita "un male necessario"; sta emergendo un punto di vista alternativo, ancora minoritario, che sostiene che la ferratura sia "un male non necessario".

### Il punto di vista tradizionale: perché ferrare il cavallo
Fin dall'inizio della pratica della stabulazione, molti fattori hanno contribuito a rendere necessaria una protezione aggiuntiva agli zoccoli dei cavalli domestici. Con il tempo, la pratica della ferratura si è progressivamente diffusa, fino a farla ritenere indispensabile in tutti i casi.
Le cause dell'indebolimento dello zoccolo del cavallo domestico, che vengono comunemente invocate per sostenere la necessità della ferratura, sono le seguenti:
- Nutrimento meno sano: 
  - Erbe verdi, rami e cespugli, consumati allo stato selvatico, sono ricchi di nutrienti come il beta carotene. I foraggi coltivati perdono una parte notevole del loro carotene entro poche ore dalla raccolta, e quindi non forniscono al cavallo questo componente vitale della dieta. Lo zoccolo è fatto di "sostanza cornea", proprio come l'unghia dell'uomo, e cresce duro, robusto e flessibile solo con una nutrizione ottimale.
- Terreno meno vario: 
  - In natura i ferri non sono necessari perché il cavallo cammina e pascola continuamente su un'ampia varietà di terreni. La conseguenza di questo movimento continuo sul piede del cavallo è che i loro piedi vengono consumati fino ad assumere una forma piccola, liscia, regolare e dura. La continua stimolazione della suola la mantiene spessa e dura, proprio come un callo. Tuttavia, allo stato domestico, il normale movimento del cavallo copre una distanza giornaliera molto minore. Quindi, gli zoccoli si induriscono molto di meno e sono maggiormente soggetti a traumi.
- Peso aggiuntivo: 
  - Gli zoccoli dei cavalli si consumano rapidamente quando sono sottoposti al peso di un cavaliere o di un carico o allo stress aggiuntivo del traino di un carro.
- Clima più umido:
  - I cavalli si sono spostati dalle steppe più aride ai climi più umidi dell'Europa settentrionale. Questo clima più umido ed i terreni pesanti hanno indebolito i loro zoccoli e li hanno resi più soggetti a rovinarsi, rendendo necessaria la ferratura; infatti, fu proprio nell'Europa settentrionale che la ferratura cominciò a venire applicata regolarmente.
- Esposizione all'ammoniaca: 
  - Gli zoccoli dei cavalli mantenuti in stalle o in piccoli recinti sono costantemente esposti all'ammoniaca prodotta dalla loro urina. La muraglia dello zoccolo, costituita da proteine, è indebolita da questa continua esposizione. L'uso dei ferri non evita o riduce il danno da esposizione all'ammoniaca. Tuttavia, riduce l'usura dello zoccolo indebolito.
  - In cattività, a causa dell'assenza dei fattori condizionanti presenti allo stato selvatico, gli zoccoli crescono larghi, lunghi, fragili e molli. Quindi, offrono scarsa protezione dalle rocce e dalle superfici dure e irregolari. Vi è un costante pericolo di rottura delle muraglie troppo lunghe e poco resistenti, o di ematomi dei tessuti molli all'interno del piede, a causa dell'insufficiente spessore e durezza della suola.
- Ferratura correttiva: 
  - La forma, il peso e lo spessore di un ferro possono influire significativamente sull'andatura del cavallo. I maniscalchi addestrati alla ferratura a caldo possono adattare i ferri per aiutare i cavalli con problemi alla muscolatura o al sistema osteoarticolare delle loro zampe.
- Presa sul terreno: 
  - Accessori come i chiodi widia per il ghiaccio e i ramponi per terreni fangosi o scivolosi, sono utili per cavalli ad alte prestazioni come i cavalli da presentazione, i cavalli da salto, quelli utilizzati per il polo, e altri cavalli che devono sviluppare alte velocità in terreni vari o su superfici non ottimali.
- Manipolazione delle andature: 
  - Alcune razze come i Saddlebred, i Tennessee Walking Horse, e altri cavalli sono valutati in base all'elevazione delle loro andature. Una ferratura speciale può essere d'aiuto per accentuare la loro andatura naturale.

### L'opinione alternativa
Il punto di vista tradizionale sulla ferratura è stato profondamente rivisto negli ultimi anni sulla base di argomentazioni scientifiche riguardanti la fisiologia dello zoccolo (a seguito degli studi della veterinaria tedesca Hiltrud Strasser) e delle osservazioni sui Mustang in libertà, e successive esperienze pratiche, di Jaime Jackson, da cui è sorto il Barefoot movement. Secondo questo nuovo punto di vista, la ferratura verrebbe eseguita semplicemente by fear and use (per paura e per abitudine).
Entrambi gli autori citati, insieme a molti appartenenti al barefoot movement, affermano che molti dei danni allo zoccolo, attribuiti allo stato domestico, vanno invece ricondotti principalmente all'azione della stessa ferratura, e che la sferratura, associata a un adeguato pareggio e ad una naturalizzazione dello stile della gestione del cavallo domestico praticabile senza difficoltà, restituiscono allo zoccolo gran parte delle sue naturali potenzialità. Queste affermazioni sembrano confermate dalla rapida diffusione internazionale del barefoot movement sia in America che in Europa.